# Městské muzeum Nový Bydžov
Městské muzeum Nový Bydžov je muzejní instituce sídlící v secesní budově spořitelny na Masarykově náměstí v Novém Bydžově. Muzeum bylo založeno v roce 1888 a sídlilo ve staré radnici. V roce 1907 byla expozice přesunuta do budovy spořitelny, kde sídlí dodnes.

## Historie
Počátky muzea sahají do 2. pol. 19. století na místním gymnáziu. Hlavním zastáncem myšlenky vytvoření muzea byl středoškolský profesor Eduard Malý, autor několika regionálních historických studií. Základem muzejních sbírek byly památky uchovávané ve staré radnici, které byly v roce 1865 přesunuty do budovy nové radnice. První výstava byla uskutečněna v roce 1884 a představovala díla místního malíře Ludvíka Nejedlého. Samotná instituce vznikla v roce 1888 po schválení návrhu městským zastupitelstvem, v témž roce byl vypracován muzejní řád a ustanoven muzejní spolek. Prvním správcem muzea se stal profesor místního gymnázia Jan Honza.
První expozice přístupná veřejnosti byla otevřena roku 1892. V této době nastal problém, neboť rozšiřující se sbírka zabírala příliš místa v radničním sále. Nové prostory muzeum získalo až o 3 roky později v budově bývalého soudu. Nová expozice byla otevřena 26. července 1896.
V roce 1905 došlo k dalšímu přemístění instituce. V tomto roce vedení spořitelny zakoupilo zchátralý Lalouškův dům a na jeho místě vystavěl architekt Jan Vejrych secesní budovu, jejichž stavba byla dokončena o rok později. Vedení se rozhodlo věnovat část budovy městskému muzeu, přesněji schodiště z prvního do druhého poschodí. V roce 1907 proběhl přesun exponátů do nové budovy. Při přípravě expozice pomáhal mladý Albín Stocký, který se později stal profesorem archeologie a etnografie na Karlově univerzitě.
V době 1. světové války byla činnost muzea dočasně ochromena a k obnovení došlo až po vzniku Československého státu. V roce 1937 získalo muzeum nové prostory pro zřízení knihovny a pracovny.
Po začátku 2. světové války bylo muzeum nuceno přerušit své služby. Tehdejší správce Antonín Sašina byl nucen z muzea odejít a na jeho místo byl dosazen Jan Chlup. 19. srpna 1949 bylo muzeum po více než 10 letech opět otevřeno veřejnosti.
V roce 1957 bylo muzeum změněno na Okresní vlastivědné muzeum, tato změna nepřispěla k stavu exponátů, které musely být kvůli nedostatku místa uložené ve skladišti. V následujících letech bylo vystřídáno několik správců, mezi kterými byl učitel Jaroslav Dušátko, který se snažil o změnu vlastivědné expozice na historickou a také zahájil katalogizaci exponátů.
Dalším správcem muzea se stal prom. historik Jaroslav Prokop, v jehož období muzeum zažilo mnoho změn. Roku 1976 byly všechny sály, včetně vstupní haly, vymalovány. Dále proběhlo vystřídání expozic, po nálezu a restaurování byly například přidány obrazy barokního malíře Petra Brandla. V letech 1981–1982 byla v celé budově vyměněna elektroinstalace a zavedeno ústřední topení.
V pondělí 10. listopadu 2008 došlo v muzeu ke krádeži. Pachatel do muzea vstoupil se záminkou objednané prohlídky. Ve chvíli, kdy správce muzea Jaroslav Prokop začal tisknout vstupenky, na něho pachatel namířil zbraň a svázal k židli. V tento den bylo odcizeno přes 30 exponátů, mezi které patřily obrazy Jana Zrzavého a Václava Špály, knihy, mince a šperky. Policisté na začátku března roku 2009 nalezli většinu exponátů a zadrželi pachatele a jeho komplice, který loupež naplánoval. V lednu téhož roku byla kvůli bezpečnostni provedena montáž nového kamerového systému.
Roku 2013 Jaroslav Prokop ukončil funkci správce muzea a na jeho místo nastoupil Mgr. Jan Kohout.

## Expozice

### Historická expozice
Tato expozice se zaměřuje na historický vývoj především pro oblast Novobydžovska. Je rozdělena na několik částí podle historických období.
První část je zaměřena na pravěké nálezy. Hlavním exponátem této části je hromadný nález z doby kamenné (konkrétně se jedná o kulturu únětickou) s osmi náušnicemi, štítovou záponou a třemi lopatkovými jehlicemi. Dále jsou zde vystaveny dva meče, nalezeny v nedalekých Valešicích a Vysočanech.
Druhá část je zaměřena na pozdější historii, ve sbírce vyniká husitská houfnice a renesanční kapounovský kord. Dále jsou zde předměty bydžovských měšťanů: porcelán, šperky a další umělecké předměty.
S historii Nového Bydžova je spojena tzv. Archa bydžovská. Jedná se o renesanční protestantský oltář ze 16. století. Nejstarší částí archy je horní retabulum s vyobrazením Poslední večeře.

### Petr Brandl a východní Čechy
Tato expozice se zaměřuje na život a dílo barokního malíře Petra Brandla. Nejvýznamnějšími díly této sbírky jsou obrazy Ukřižovaného a Matky Bolestné, které byly určeny až v roce 1976, samotný obraz byl namalován v roce 1733 pro královéhradeckého hejtmana Kryštofa Norberta Voračického z Paběnic. Obraz byl nalezen v nedalekém barchovském kostele.

### Venkovský národopis
Tato expozice připomíná život a umění venkovského obyvatelstva z okolí Nového Bydžova. Ojedinělým exponátem je malované čelo már z Lískovic z roku 1834. Dále zde mohou návštěvníci spatřit venkovské kroje a předměty představující těžkou práci zemědělce.

### Naivní umělec Václav Kudera-Křapík
Tato expozice, nacházející se v hale na druhém podlaží, připomíná dílo lidového umělce Václava Kudery-Křapíka. V expozici jsou vystaveny jeho sochy, plastiky, dřevořezby, nebo ukázky básnické a hudební tvorby.

### Václav Vojtěch – první Čech v Antarktidě
Tato expozice, nacházející se v druhém podlaží, připomíná život cestovatele Václava Vojtěcha, rodáka z nedalekých Skřivan. V expozici se návštěvník může prohlédnout výstroj, kterou Vojtěch použil při své výpravě do Antarktidy nebo jiné osobní cennosti.

## Galerie

### Výstavy
Galerie muzea byla poprvé otevřena v roce 1999 a nachází se v 1. poschodí budovy. Od roku 2019 galerie nese jméno po dlouholetém řediteli muzea prom. historiku Jaroslavu Prokopovi.
Část výstavy je věnována dílu a životu profesora Bohumila Nevyjela a jeho dceři Marii Alžbětě Novákové–Nevyjelové, která darovala muzeu pozůstatky otce a několik vlastních spisů, ale také cennou sbírku uměleckých děl. Mezi tyto díla patří například obraz Aréna v Nimes od francouzského malíře Raoula Dufyho nebo Domek na Ile de Sein od českého malíře Jana Zrzavého.
Další část je věnována umělcům z 19. a 20. století. Je zde vystaveno přes 200 exponátů, mezi autory obrazů patří Alfons Mucha, Josef Mánes nebo Josef Václav Myslbek. Ze sochařů jsou zastoupeni Václav Novák a Zdeněk Dvořák.
Poslední část výstavy nese název „Bydžov známý a neznámý“ a zahrnuje přes devět set exponátů spojované s vývojem města přes několik staletí. Výstava je umístěna v mezipatře mezi přízemím a prvním poschodím.

### Dočasné výstavy v letech 2010–2018[14]
- Radnice v proměnách staletí (2012–2014)
- 100 let Velké války. První světová válka na Novobydžovsku (2014–2015)
- 120 elektrifikace Nového Bydžova (2015)
- Nový Bydžov 1939–1945 ve fotografii (2015)
- 16. výtvarný salon Královských věnných měst (2015)
- Jan Malát 100 let – očima žáků ZUŠ (2015)
- Druhá světová válka. Nový Bydžov 1939–1945 (2015–2016)
- Od Bydžova k Bydžovu. Novobydžovsko ve středověku (2016)
- Umělci Novobydžovska. František Pečinka - Stanislav Hudeček - Zdeněk Dvořák (2017)
- Václav Kudera-Křapík. Perem, štětcem a dlátem. (2017)
- 100 let REPUBLIKY (2018)

## Muzejní knihovna
Od konce 19. století je v muzeu zřizována muzejní knihovna, která čítá několik tisíc svazků a je rozdělena na tři části.
- Sbírková knihovna obsahuje především literaturu z období národního obrození a regionální literaturu od 19. století až po současnou.

- Odborná knihovna slouží výhradně pouze pro zaměstnance Městského muzea a jejím obsahem jsou odborné dokumenty z řady vědeckých oborů
- Studijní knihovna je určena pro širokou veřejnost a nabízí řadu historických a uměleckých příruček, kompletní ročníky řady časopisů a práce zabývající se historií a současností Nového Bydžova a okolí.

## Sbírky
K datu 1. 12. 2024 sbírka muzea sčítá 16 419 předmětů. Nejpočetnější je sbírka Archeologická, která zahrnuje 2306 archeologických nálezů z okolí Nového Bydžova. Převažují zde předměty od neolitu až po dobu hradištní.
Nejmenší je sbírka Militária, která je v muzeu provozována už od jeho vzniku a obsahuje 309 předmětů (2024). Mezi předměty patří palné a chladné zbraně, uniformy a výstroje. Nejvíce předmětů pochází z let 1848, 1866, z 1. a 2. světové války.

### Podsbírky
- Archeologická
- Historická
- Etnografická
- Numizmatická
- Militária
- Výtvarného umění
- Uměleckého řemesla
- Knihy:
- Písemnosti a tisky
- Negativy a diapozitivy
- Fotografie, filmy, videozáznamy a jiná média:
- Další - Naivista V. Kudera-Křapík

## Návštěvnost
Do roku 2014 bylo muzeum otevřeno pouze od května do října. Od 1. května 2014 je muzeum otevřené po celý rok od úterý do soboty. Zvýšit návštěvnost se podařilo i díky navýšení počtu doprovodných akcí a přednášek, které proběhlo roku 2013 po zvolení nového správce muzea.
| Rok  | Počet návštěvníků | Komentář                                                                    |
| ---- | ----------------- | --------------------------------------------------------------------------- |
| 2005 | 799               |                                                                             |
| 2006 | 971               |                                                                             |
| 2007 | 779               |                                                                             |
| 2008 | 1 002             | od 10. 11. 2008 do 6. 2. 2009 byla expozice po loupežném přepadení uzavřena |
| 2009 | 669               |                                                                             |
| 2010 | 827               | otevření expozice „Vivat merenda!“ při příležitosti 132. studentské merendy |
| 2011 | 519               | omezení otevírací doby kvůli špatnému zdravotnímu stavu správce muzea       |
| 2012 | 553               | omezení otevírací doby kvůli promočení stropů a stěn                        |
| 2013 | 1 053             |                                                                             |
| 2014 | 1 306             |                                                                             |
| 2015 | 1 594             |                                                                             |
| 2016 | 2 085             | navýšení počtu přednášek a doprovodných akcí                                |
| 2017 | 1 498             |                                                                             |
| 2018 | 1 600             | oslava 130 let muzea                                                        |
| 2019 | 2 174             |                                                                             |
| 2020 | 599               | dočasné omezení otevírací doby kvůli pandemii covidu-19                     |
| 2021 | 804               | dočasné omezení otevírací doby kvůli pandemii covidu-19                     |
| 2022 | 1 799             |                                                                             |
| 2023 | 2 295             |                                                                             |
| 2024 | 1 899             |                                                                             |